# Thripsaphis producta
Thripsaphis producta är en insektsart som beskrevs av David D. Gillette 1917. Thripsaphis producta ingår i släktet Thripsaphis och familjen långrörsbladlöss.

## Underarter
Arten delas in i följande underarter:
- T. p. amurensis
- T. p. producta